# Leonhardskirche

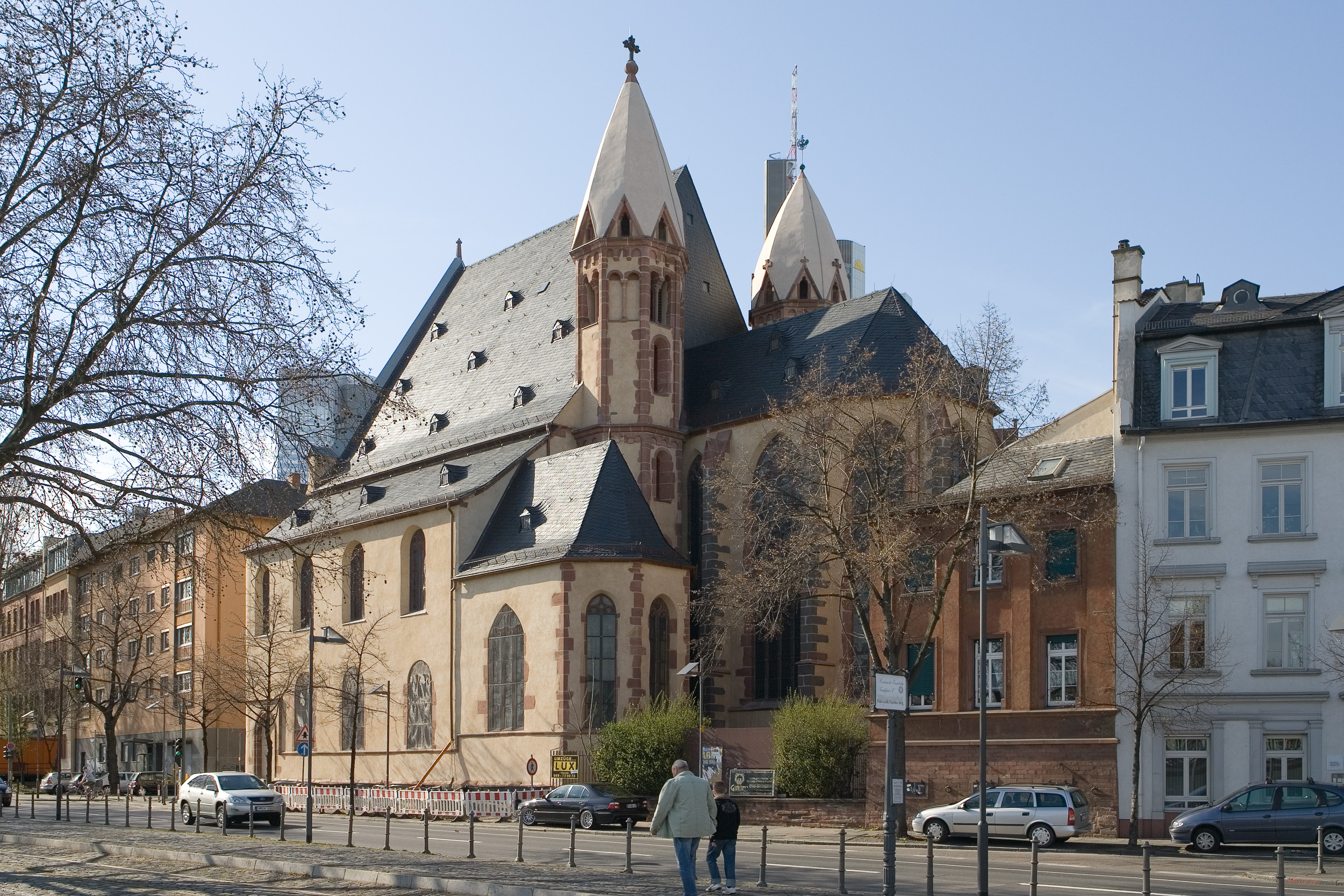
Leonhardskirche sedd från Mainsidan

Leonhardskirche, vilken även kallas Sankt Leonhard, är en katolsk kyrka i Frankfurt am Main. Den byggdes i början av 1200-talet som en senromansk basilika men blev senare utvidgad och ombyggd i gotisk stil. Kyrkan ligger vid floden Main i Frankfurts gamla stad (Altstadt).

## Historia
Leonhardskirche byggdes 1219 på mark som skänkts av den tysk-romerske kejsaren och vigdes åt Sankt Göran (St. Georg) och jungfru Maria. Under 1200-talet kallades kyrkan därför för St. Georg i urkunderna. 1317 omvandlades kyrkan till en kollegiatstiftskyrka, vilket bland annat innebar att prästerna verksamma vid kyrkan, kanikerna, inte längre lydde under någon biskop och att de skulle leva efter vissa kanoniska regler. Stiftet bemödade sig om att införskaffa en relik till kyrkan vilket också lyckades 1323 då en arm som sades ha tillhört helgonet Sankt Leonhard kom i stiftets ägo. Denna relik skulle med tiden ge kyrkan det namn den har än idag.

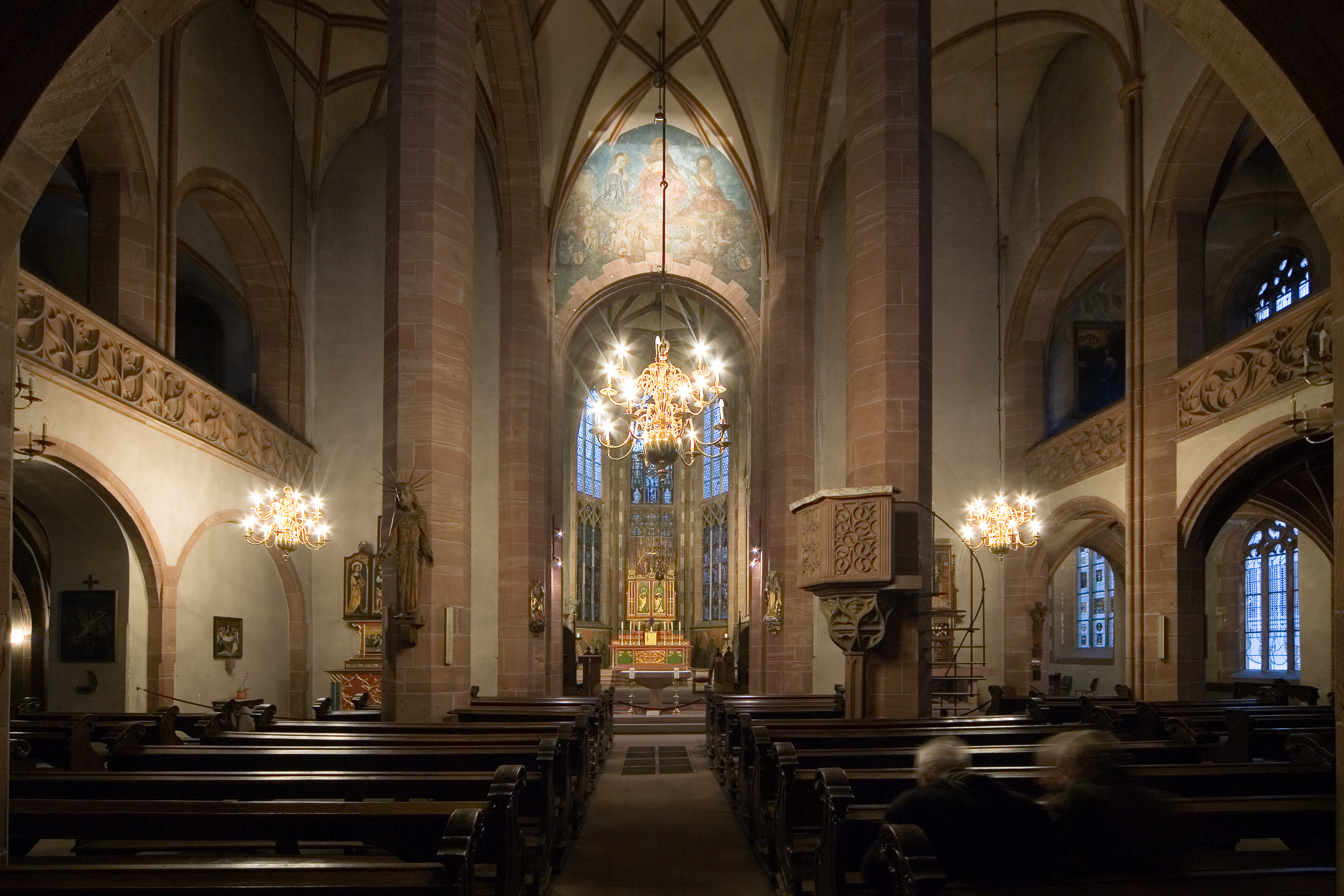
Kyrkans inre sedd från väster

Redan från början var kyrkan en viktig pilgrimskyrka för två viktiga vallfartsvägar gick genom Frankfurt. Den ena gick till Jerusalem och var särskilt viktig under korstågens tid då kyrkan byggdes. Den andra, den så kallade Jakobsvägen ledde till vallfartskyrkan Santiago de Compostela i Spanien. Än idag vallfärdar pilgrimer till Santiago de Compostela men Jakobsvägen går inte längre förbi Frankfurt.
Under 1300-talet växte stiftets rikedomar av diverse gåvor (Stiftungen)  och från 1425 till 1523 byggdes kyrkan om i gotisk stil. Eftersom Frankfurts nya stadsmur hade dragits söder om kyrkan i slutet av 1300-talet och en stadsport hade placerats vid kyrkans västra ände så kunde kyrkan bara växa österut och på bredden. Man lade alltså till ett långt gotiskt kor, två extra sidoskepp och två kapell i de nya sidoskeppens förlängning. 1523 hade kyrkan i princip fått sin nuvarande form, dock lades valven i långskeppet inte till förrän 1698 på grund av finansiella problem. Efter reformationens införande i Frankfurt på 1530-talet fick visserligen stiftet finnas kvar men led av finansiella bekymmer i den övervägande lutherska staden och 1589 var endast tre kaniker verksamma vid kyrkan. Visserligen förbättrades finanserna något under 1600-talet men var ändå så dåliga att stiftet tvingades hyra ut kyrkan till olika bokhandlare som använde kyrkan som lagerlokal.
Leonhardstiftet upplöstes 1803 och under de franska ockupationerna av Frankfurt vid denna tid användes kyrkan som bland annat fruktmagasin. 1806 fick den även tjäna som fängelse åt preussiska krigsfångar. Leonhardskirche, som nu hade förlorat det mesta av sin inredning, kom till slut i stadens ägo och restaurerades mellan 1808 och 1809. För att skydda kyrkan från översvämningar höjdes golvet också med 85 cm och portalerna på den södra och västra sidan murades igen.
Under andra världskriget fick kyrkan visserligen inga direktträffar av sprängbomber men takstolen fattade eld. Branden kunde dock släckas innan valven rasade in men delar av västgaveln rasade och förstörde orgeln i fallet. Redan 1946 var dock exteriören återställd igen.

## Arkitektur
Den ursprungliga senromanska kyrkan från början av 1200-talet var en 25 m lång och 16 meter bred treskeppig basilika med två 30 meter höga torn på vardera sidan om koret. På norra sidan av kyrkan fanns två portaler och dessa samt tornen finns kvar idag. Den gotiska utvidgningen innebar dock att portalerna hamnade inomhus mellan de inre och yttre sidoskeppen. Den västra av dessa portaler kallas Engelbertusportalen (Engelbertusportal) och på dess tympanon finns aposteln Johannes, jungfru Maria, Jesus, Petrus och Sankt Göran avbildade. Nedanför dessa finns namnet Engelbertus återgivet och denna kan möjligen ha varit en stenmästare eller, vilket är mera troligt, en finansiär.
Den numera igenmurade östra romanska portalen kallas pilgrimsportalen (Pilgerportal) och är och har fått sitt namn av att aposteln Jakob och två tillbedjande pilgrimer finns avbildade på dess tympanon. Detta syftar på kyrkans funktion som pilgrimskyrka i och med att det just var aposteln Jakobs grav man trodde fanns i Santiago de Compostela. Både Jakob och de två pilgrimerna bär på en pilgrimsmussla, aposteln Jakobs och hans pilgrimers symbol. Pilgrimsportalen har frilagts ned till sin ursprungliga nivå så här kan man se vilken nivå kyrkogolvet fanns på innan höjningen 1808.
Det 1434 invigda gotiska koret täcks av ett stjärnvalv och avslutas med tre sidor av en hexagon. I början av 1500-talet anlades de båda yttre sidoskeppen vilka är indelade i två våningar medan de tre inre skeppen har samma höjd. De båda yttre sidoskeppen avslutas i varsitt kapell och det norra, Salvatorkapelle (”frälsarkapellet”), har ett berömt ribbvalv där ribborna lämnar underlaget och hänger fritt. Kyrkans valv i allmänhet är för övrigt väldigt varierande och inga av de yttre sidoskeppens travéer har exempelvid identiska valv.
De yttre sidoskeppens emporvåning fortsätter utan avbrott även på västra sidan och längs med hela emporvåningen löper en masverksfris med för sengotiken utmärkande fiskblåsemönster.

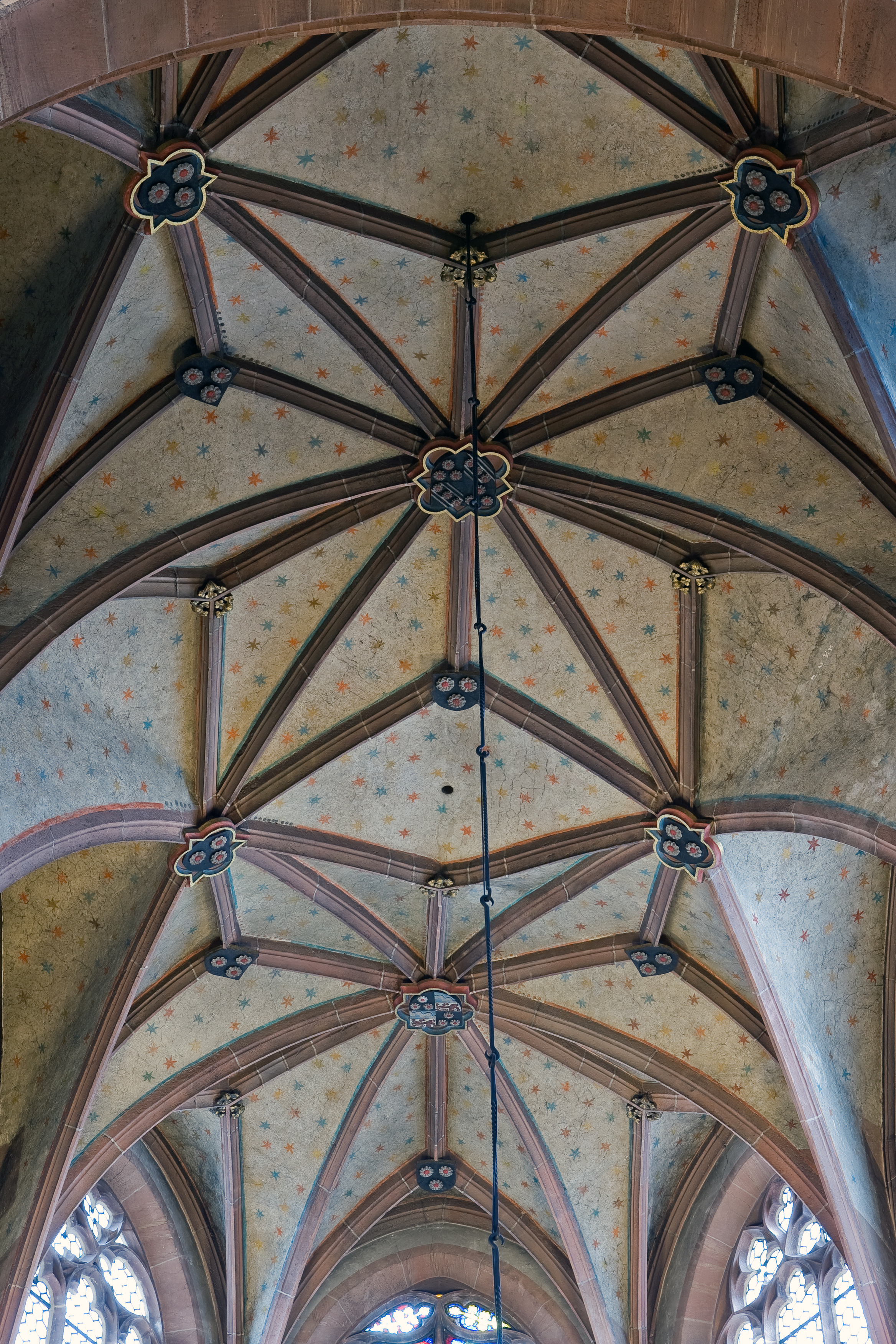
Korets stjärnvalv
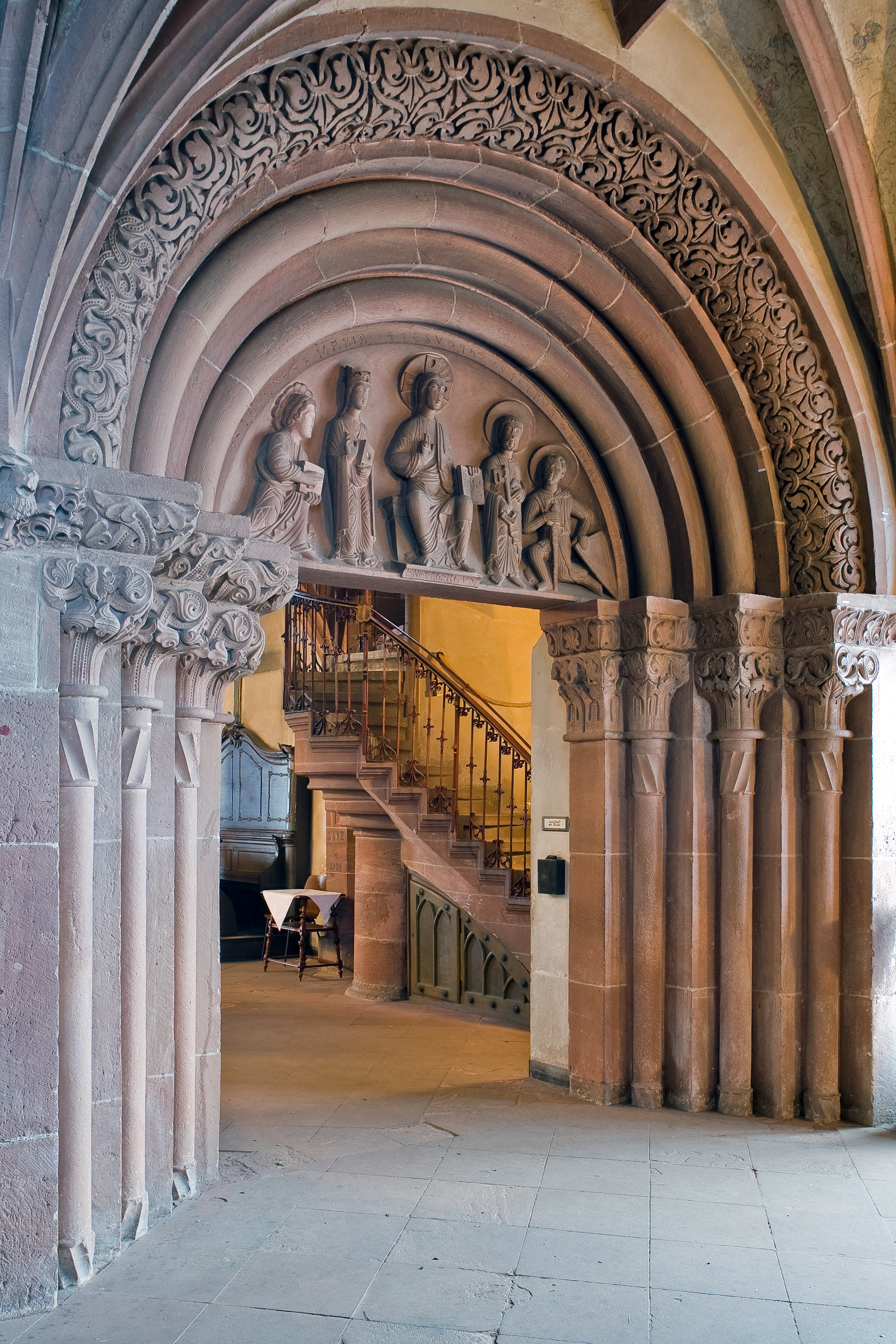
Engelbertusportalen
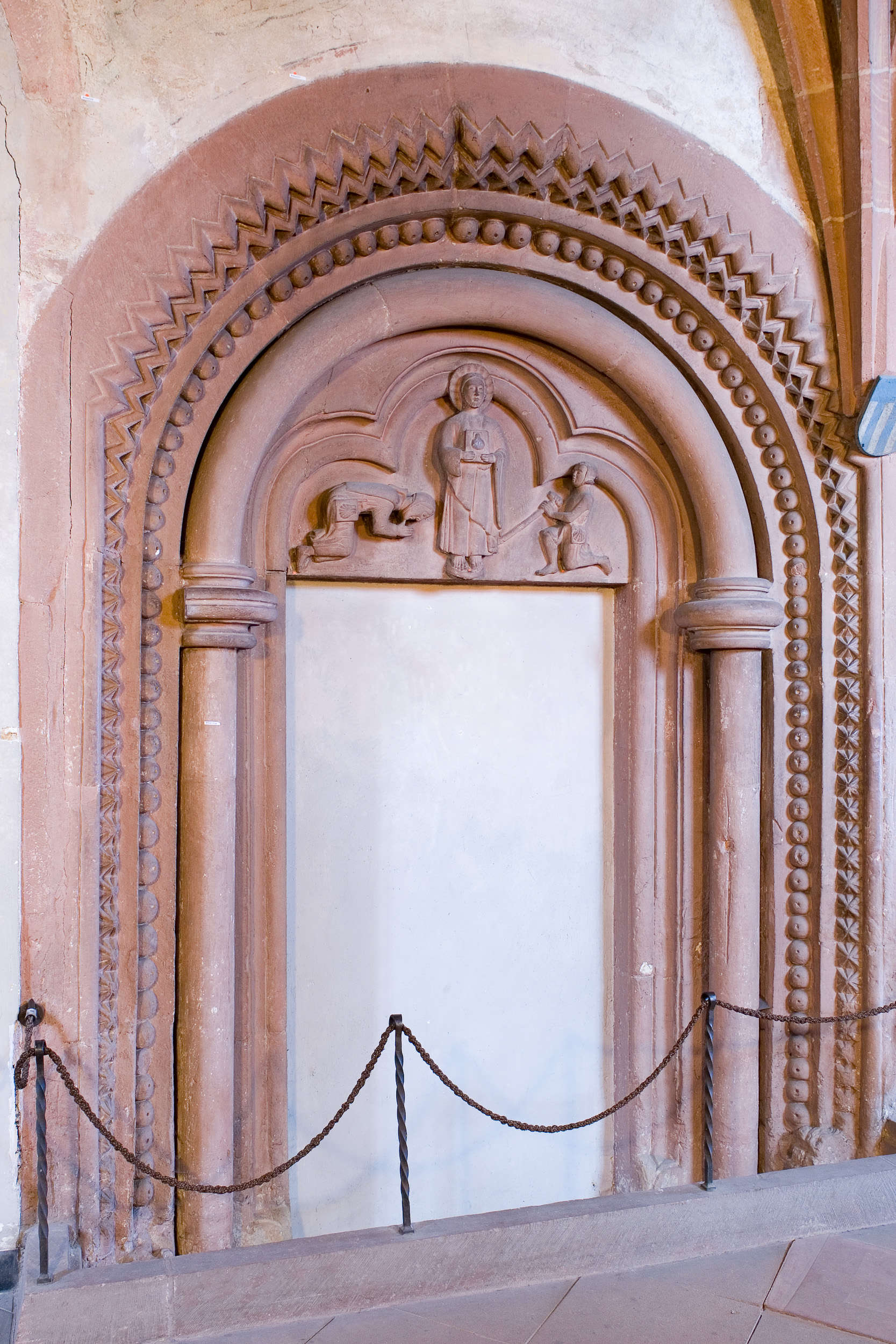
Pilgrimsportalen
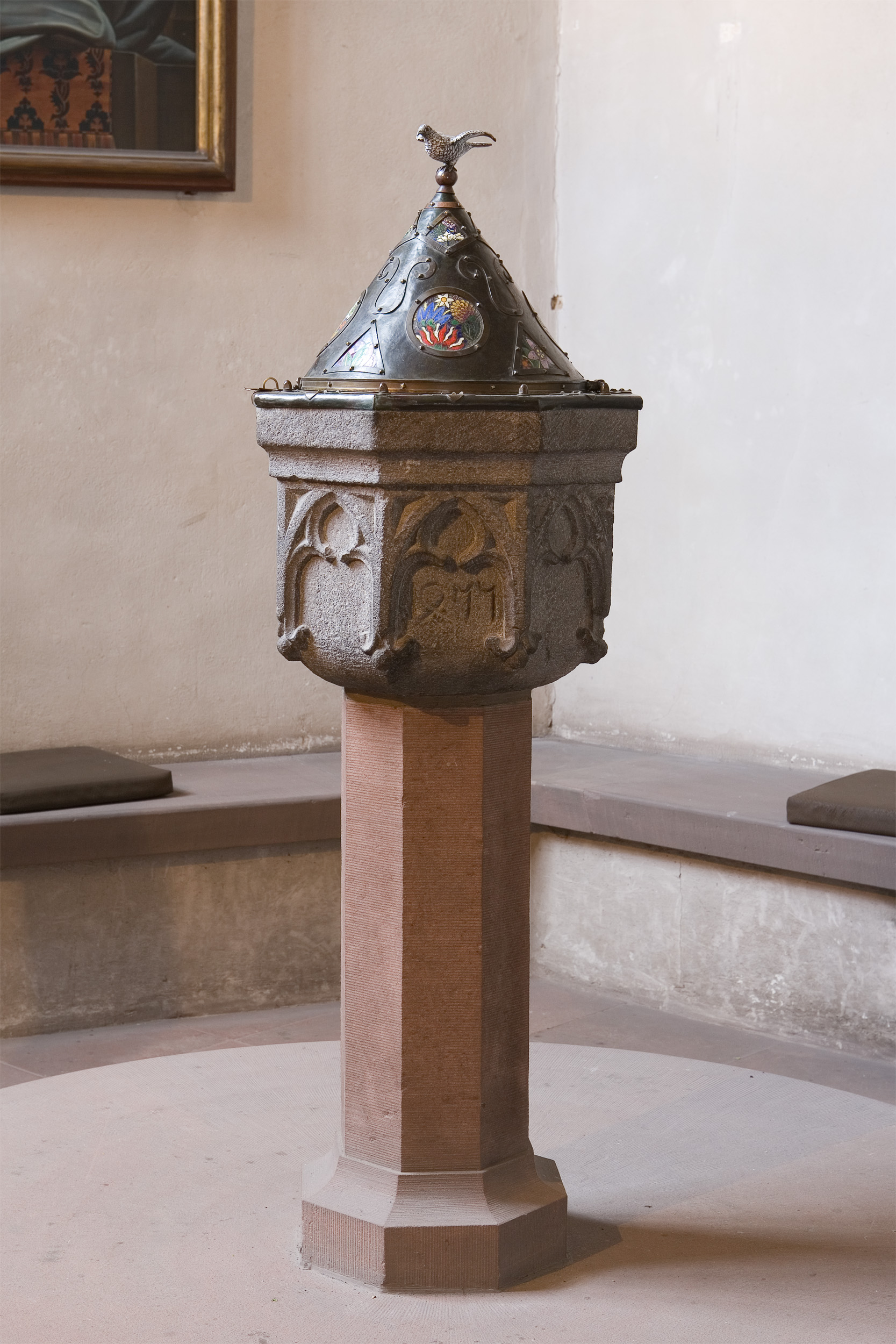
Den gotiska dopfunten i frälsarkapellet

## Inventarier
Av originalinventarierna från medeltiden finns inte många kvar i Leonhardskirche. Kyrkan har visserligen tre gotiska altare men de köptes inte in till kyrkan förrän i slutet av 1800-talet. Dopfunten som står i frälsarkapellet och som ursprungligen användes som vigvattenskål har dock funnits i kyrkan sedan den tillverkades 1477. Predikstolen är från början av 1500-talet och har samma sorts fiskblåsemönster som emporvåningsfrisen. En del av fönstren i koret finns också kvar oförändrade sedan koret invigdes 1434 och på triumfbågen som skiljer långskeppets valv från korets valv finns en målning från omkring 1500 som föreställer Kristus som domare.